# Herminio Masantonio
Herminio Masantonio (Ensenada, Buenos Aires, 5 de agosto de 1910 — Buenos Aires, 11 de setembro de 1956) foi um futebolista argentino.

## Biografia
Masantonio, o maior artilheiro da história do Huracán, assinalando 267 gols em campeonatos argentinos entre 1931 , quando chegou substituiindo o ídolo Guillermo Stábile e 1945. Marcou 21 gols em apenas 19 partidas pela Argentina disputando os campeonatos sul-americanos (atual Copa América)                                                                              em 1935 e 1942. Era chamado pela potência de seus disparos El mortero de Patricios (Parque Patricios é o bairro portenho onde está estabelecido o Huracán).
Mesmo não tendo vencido nenhum título de importância nem pelo Huracán nem pela seleção Argentina , Masantonio é considerado um dos mais importantes futebolistas dos anos 30 e 40 no seu país. Em 11 de novembro de 1937 marcou o gol mais rápido da história da seleção argentina contra o Uruguai com apenas 23 segundos de jogo na goleada albiceleste  por 5 a 1 em peleja válida pela Copa Lipton.
Ficou famosa a sua briga com o uruguaio Lorenzo Fernández na última partida do campeonato sul-americano de 1935 , disputado em Lima , em que os uruguaios venceram por 3 a 0 , no primeiro jogo oficial entre os rivais do Prata depois da final da Copa do Mundo de 1930 , quando Masantonio teria nocauteado Fernández depois de uma entrada violenta do vigoroso meio-campista celeste. Em 1956 pouco antes da morte de Masantonio em gesto nobre Lorenzo Fernández saiu de Montevidéu para visitá-lo em Buenos Aires e se abraçaram ternamente.
É o artilheiro argentino no clássico Brasil x Argentina, tendo feito 7 gols, mesmo número do brasileiro Leônidas da Silva; Pelé fez dois a mais.
Herminio Masantonio faleceu com apenas 46 anos , vitimado de câncer.

## Títulos
Argentina
- Copa Lipton: 1937

### Artilharias
- Campeonato Sul-Americano de 1935 (4 gols)
- Campeonato Sul-Americano de 1942 (7 gols)